# Crew Dragon Freedom

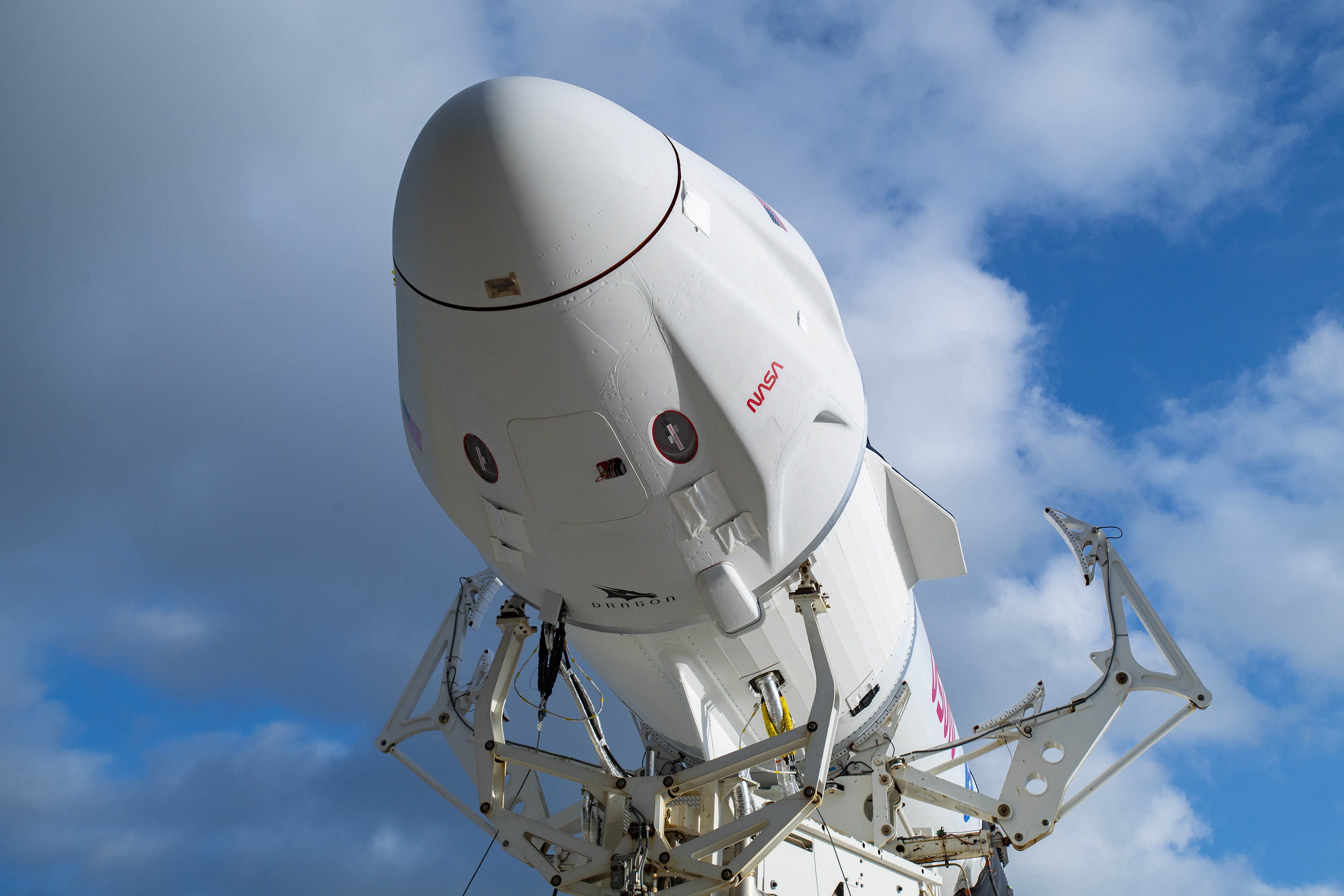

Crew Dragon Freedom (kabina Dragon 2 - C212) je kabina Crew Dragon, vyrobená společností SpaceX a využívaná mimo jiné NASA k dopravě astronautů na Mezinárodní vesmírnou stanici (ISS) v rámci programu komerčních letů s posádkou (Commercial Crew Program).

## Pojmenování
Volbu pojmenování Freedom (česky Svoboda) pro novou loď C212 zveřejnil 23. března 2022 velitel první mise, astronaut Kjell Lindgren. Uvedl přitom, že jméno oslavuje svobodu jako základní lidské právo. A současně techniku a inovace, které vycházejí ze svobodného lidského ducha. Pojmenování také připomíná kabinu Freedom 7, ve které podnikl astronaut Alan Shepard první americkou misi za hranice vesmíru při svém suborbitálním letu 5. května 1961.

## Lety
| Mise            | Znak | Start (UTC)               | Přistání (UTC)            | Posádka                                                                  | Délka                       | Výsledek | Poznámka                                                      |
| --------------- | ---- | ------------------------- | ------------------------- | ------------------------------------------------------------------------ | --------------------------- | -------- | ------------------------------------------------------------- |
| SpaceX Crew-4   |      | 27. dubna 2022, 07:52:47  | 14. října 2022, 20:55:03  | Kjell Lindgren Robert Hines Samantha Cristoforettiová Jessica Watkinsová | 170 dní, 13 hodin, 2 minuty | Úspěšná  | První let italské astronautky na komerční kosmické lodi.      |
| Axiom Mission 2 |      | 21. května 2023, 21:37:09 | 31. května 2023, 03:04    | Peggy Whitsonová John Shoffner Alí al-Qarní Rajjána Barnáwíová           | 9 dní, 5 hodin, 27 minut    | Úspěšná  | Desátá mise lodi Crew Dragon. Druhý let programu Axiom Space. |
| Axiom Mission 3 |      | 18. ledna 2024, 21:49:11  | 9. února 2024, 13:30      | Michael López-Alegría Walter Villadei Alper Gezeravci Marcus Wandt       | 21 dní, 15 hodin, 41 minut  | Úspěšná  | Třetí let s komerčními astronauty společnosti Axiom Space.    |
| SpaceX Crew-9   |      | 28. září 2024, 17:17:21   | 18. března 2025, 21:57:07 | Nick Hague Alexandr Gorbunov Barry Wilmore Sunita Williamsová            | 171 dní, 4 hodiny, 40 minut | Úspěšná  | Wilmore a Williamsová v lodi pouze přistáli.                  |